# آلیس در سرزمین عجایب (فیلم ۲۰۱۰)
آلیس در سرزمین عجایب (به انگلیسی: Alice in Wonderland) نام فیلمی در ژانر فانتزی تاریک به کارگردانی تیم برتون و نویسندگی لیندا وولورتون است که بر اساس رمانی به همین نام اثر لوئیس کارول ساخته شده است. این فیلم در ۵ مارس سال ۲۰۱۰ میلادی اکران شد. این فیلم هفتمین همکاری جانی دپ و تیم برتون بعد از فیلم موزیکال سوئینی تاد بود. این فیلم در سال ۲۰۱۱ در هشتاد و سومین دوره مراسم اسکار برنده جایزه اسکار بهترین کارگردانی هنری و بهترین طراحی لباس شد.
قسمت دوم این فیلم به نام آلیس آنسوی آینه در سال ۲۰۱۶ ساخته شد.

## داستان
آلیس دختر امپول زن چارلز کینگزلی جهانگرد است که در ۷ سالگی خواب سرزمین عجایب را می‌بیند و به آن‌جا وارد می‌شود. ۱۳ سال بعد آلیس برای ازدواج با لرد هانریش به اجبار به یک مهمانی وارد می‌شود و سپس با دنبال کردن یک خرگوش، به یک چاله عمیق سقوط می‌کند و برای بار دوم وارد سرزمین عجایب می‌شود. در آن‌جا می‌فهمد که ملکه سرخ علیه خواهرش ملکه سفید شورش کرده و اوضاع سرزمین عجایب به هم ریخته است. او باید شمشیر نورانی را که در قصر ملکه سرخ است به دست بیاورد و به وسیله آن سر اژدهای ملکه را از تنش جدا کند. آلیس در مسیرش با موجودات زیادی از جمله یک کرم ابریشم دانا که همیشه در حال قلیان کشیدن است، یک گربه که می‌تواند نامرئی شود، یک موش و همین‌طور فردی به نام کلاه‌دوز دیوانه آشنا می‌شود و بعدها با کمک آن‌ها شمشیر را به دست می‌آورد و به قصر ملکه سفید می‌رود. روز نهایی فرا می‌رسد و دو ملکه با ارتششان به میدان جنگ می‌روند. آلیس با اژدهای ملکه سرخ وارد جنگ می‌شود و با شمشیر سرش را از تنش جدا می‌کند. ملکه سرخ شکست می‌خورد و به همراه شوالیه اش تبعید می‌شود. درآخر، آلیس که کارش را در سرزمین عجایب تمام کرده با نوشیدن خون اژدها دوباره به دنیای واقعی برمی گردد و با ازدواج با هانریش مخالفت می‌کند. بعد به همراه دوست پدرش به سمت رؤیای پدرش که سفر به تمام نقاط جهان بود می‌رود.

## بازیگران
| بازیگر            | نقش                          |
| ----------------- | ---------------------------- |
| میا واشیکوفسکا    | آلیس                         |
| جانی دپ           | تارانت هایتاپ/کلاهدوز دیوانه |
| هلنا بونهام کارتر | ملکهٔ سرخ                     |
| ان هتوی           | ملکهٔ سفید                    |
| کریسپین گلاور     | استین                        |
| مت لوکاس          | توئیدلدی و توئیدلدوم         |
| استیون فرای       | گربهٔ چشایر (صدا)             |
| مایکل شین         | خرگوش سفید (صدا)             |
| آلن ریکمن         | هزارپای آبی (صدا)            |